# Eumerus kozlovi
Eumerus kozlovi är en tvåvingeart som beskrevs av Stackelberg 1952. Eumerus kozlovi ingår i släktet månblomflugor, och familjen blomflugor.
Artens utbredningsområde är Mongoliet. Inga underarter finns listade i Catalogue of Life.